# Påbud
Et påbud er en ordre, der bliver udstedt af en relevant myndighed, som modtageren har pligt til at efterkomme. Det kunne være for at afværge en begivenhed, der kan give problemer efterfølgende, f.eks. forurening. Efterkommes påbuddet ikke, kan modtageren straffes med eksempelvis en bøde. Påbud kan både handle om at udføre eller undlade at udføre en bestemt handling. I forbindelse med Jordskreddet ved Nordic Waste i 2023/24 blev der f.eks. uddelt to påbud til virksomheden Nordic Waste.